# Prajnaparamita

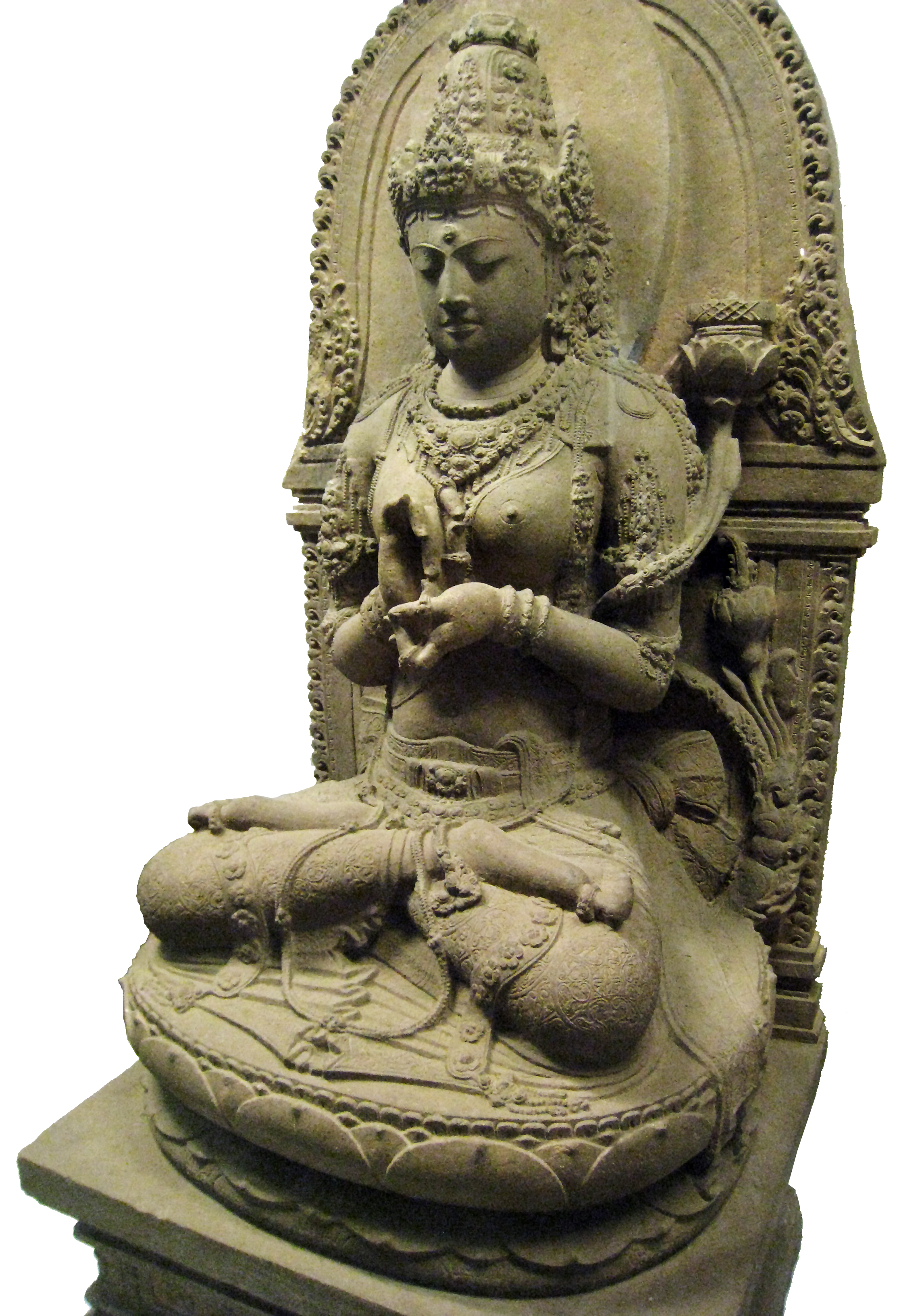
Prajñāpāramitā sous la forme d’une déesse, temple de Singosari, Java oriental

La littérature prajñāpāramitā (terme sanskrit ; devanagari: प्रज्ञापारमिता) ou perfection de la sagesse est un ensemble de textes du bouddhisme mahāyāna développant le thème de la perfection (paramita) de la sagesse transcendante (prajna, de jñā « connaître » précédé du préfixe d’insistance pra), perception aiguë permettant de reconnaître la nature réelle de toutes choses et concepts comme vide (shunya), et d’atteindre à l’éveil de la bouddhéité. 
Il s’agit d’un des corpus mahāyāna les plus anciens et les plus importants, aussi bien par sa taille que par son influence. Les éléments les plus connus, préservés et traduits par Kumarajiva, en sont le Sūtra du Cœur et le Sūtra du Diamant ; le second occupe une place particulière dans le courant chan / zen. Un Traité de la mahāprajñāpāramitā est attribué à Nāgārjuna. La tradition hindoue a reçu son influence par l’intermédiaire de Gaudapada et d’Adi Shankara.
Parfois comparée à la « mère des bouddhas », la prajñāpāramitā a fait l’objet dans le bouddhisme tantrique de représentations sous forme de bodhisattva ou de déesse à qui sont associés des rituels et sādhana. 
Prajñāpāramitā dans les autres langues du mahāyāna : chinois : 般若波羅蜜多/般若波罗蜜多 bōrě-bōluómìduō ; japonais : hannya-haramita ou haramitsu ; vietnamien : Bát Nhã Ba La Mật Đa ; tibétain : Shes-rab-pha-rol-phyin ; mongol : Bilig-un Chinadu Kichaghar-a Kürük-sen.

## Développement du corpus
La littérature prajñāpāramitā comporte trente-cinq textes, auxquels s’ajoutent des commentaires et des shāstras (traités).
Le premier soûtra prajñāpāramitā, qui est aussi l'un des premiers textes mahāyāna connus, est l’Aṣṭasāhasrikā Prajñāpāramitā Sūtra ou Perfection de la sagesse en 8000 lignes (~100). Son résumé, le Ratnaguṇasaṁcaya Gāthā, Vers sur l’Accumulation des Qualités Précieuses, pourrait être plus ancien, en particulier les deux premiers chapitres, car il n'est pas écrit en sanskrit littéraire mais en sanskrit bouddhique hybride. Entre le début du IIe siècle et celui du IVe siècle apparurent des versions en 10 000, 18 000, 25 000 et 100 000 lignes. Ces textes, appelés Grande perfection de sagesse (Mahāprajñāpāramitā), furent ensuite réduits durant les deux siècles suivants, donnant entre autres le Soûtra du Cœur (Prajñāpāramitā Hṛdaya Sūtra), courte proclamation de l'importance essentielle de la prajñāpāramitā récitée quotidiennement par de nombreux bouddhistes mahāyāna, en particulier avant et après les séances de méditation, et le Soûtra du diamant (Prajñāpāramitā Vajracchedikā Sūtra). Apparurent même des versions dharanis ou mantras, dont la plus courte est le Soûtra de la Perfection de la Sagesse en une lettre, réduit à la lettre A, préfixe sanskrit négatif, signifiant que la réalité que permet de percevoir la prajñāpāramitā n’est rien de ce que l’on conçoit habituellement. 
La tradition prétend que le Bouddha - à qui ce corpus est attribué comme tous les soûtras - le jugeant trop difficile, le confia aux Nagā qui le remirent en temps utile à Nāgārjuna, considéré comme le premier capable de le comprendre. Les premiers soûtras prajñāpāramitā prédatent en fait Nāgārjuna et, bien qu’un Traité de la grande prajñāpāramitā lui soit attribué et qu'il ait abondamment discuté de la vacuité, un des thèmes centraux de ces soûtras, son degré de familiarité avec ce corpus n'est pas certain.

Du VIe siècle au début du XIIIe siècle, des versions tantriques apparurent, et en même temps la représentation de la prajñāpāramitā sous forme de bodhisattva ou de déesse.

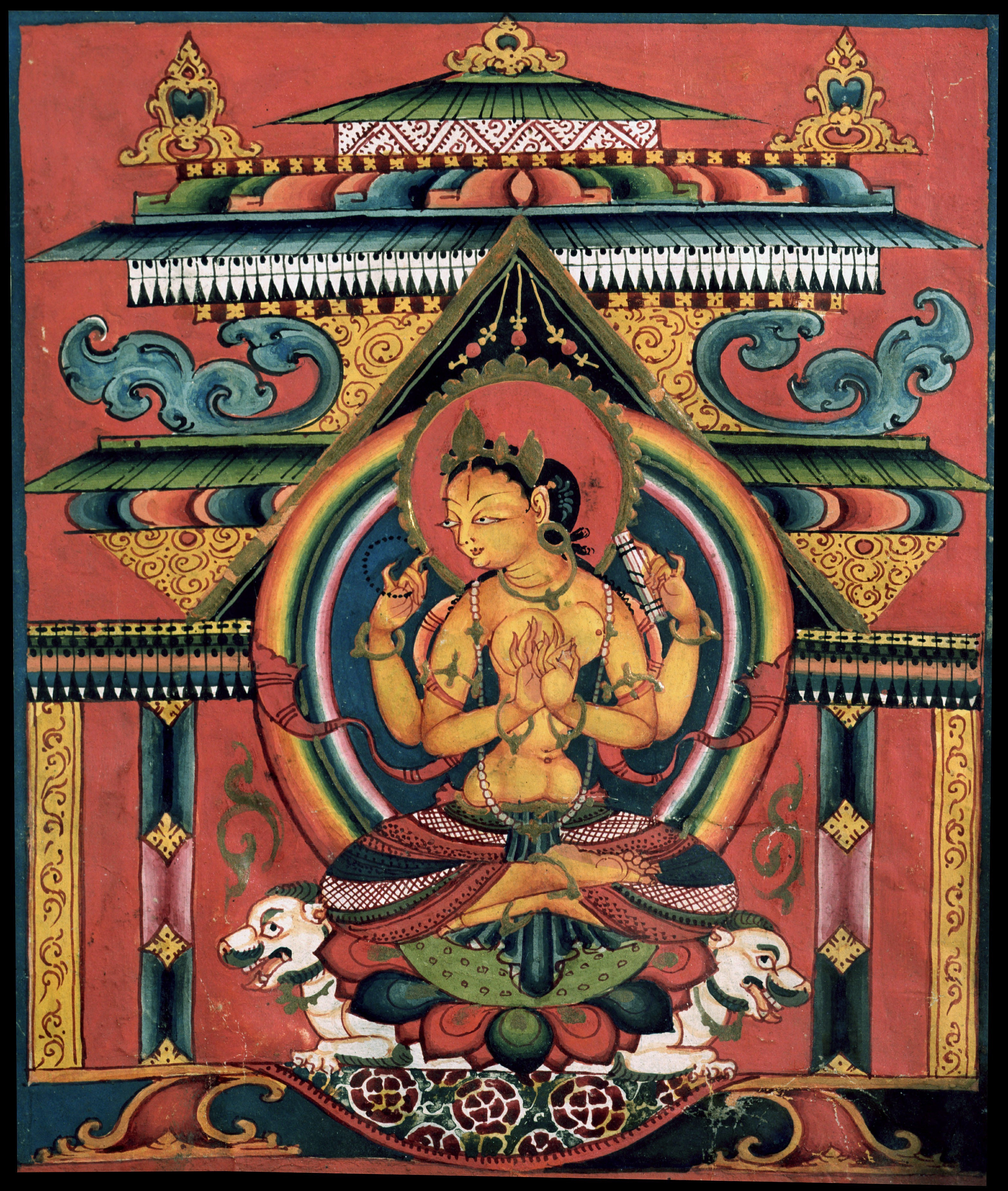
Représentation de Prajnaparamita dans un temple (Tibet).
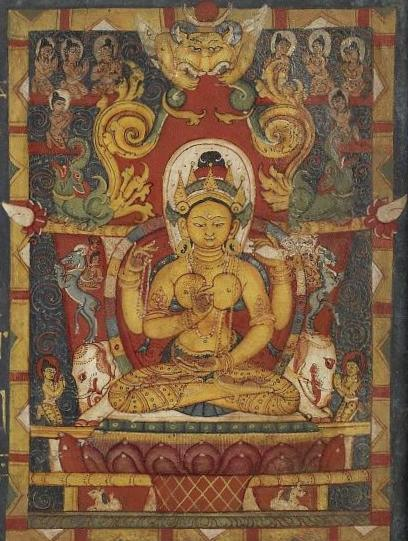
Bodhisattva comme personnification de Prajnaparamita.
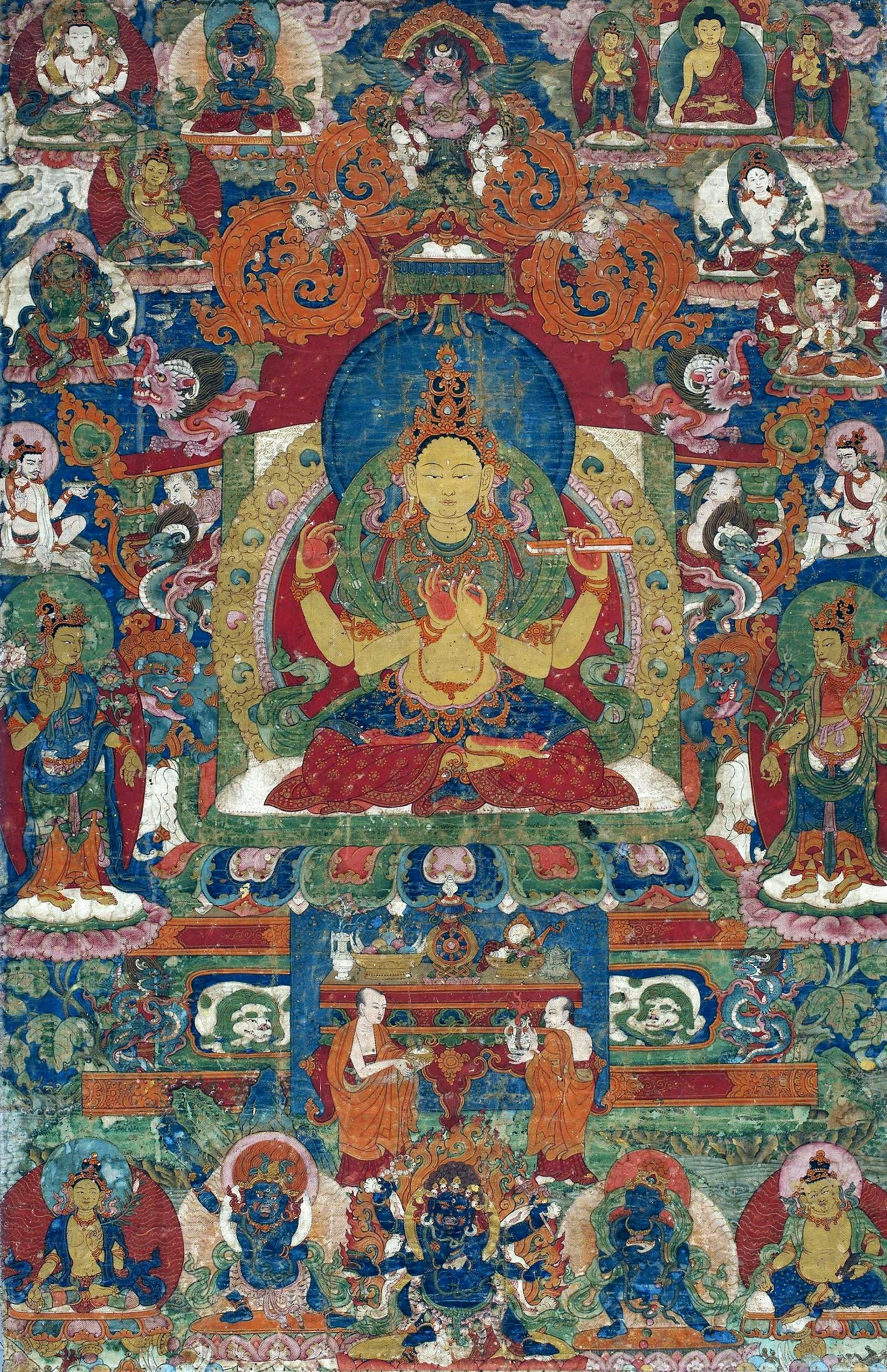
Thangka avec Prajnaparamita. Représentation népalaise de la fin du XVIIe siècle.
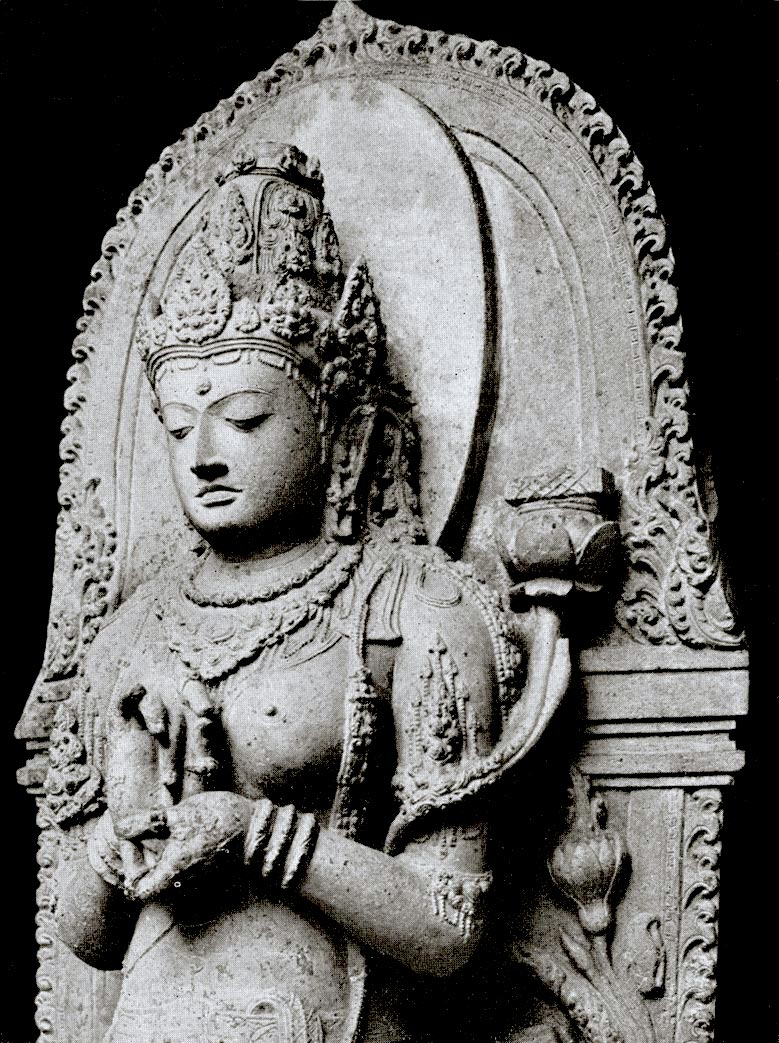
Statue de Prajnaparamita. Java, Indonésie, s.d.
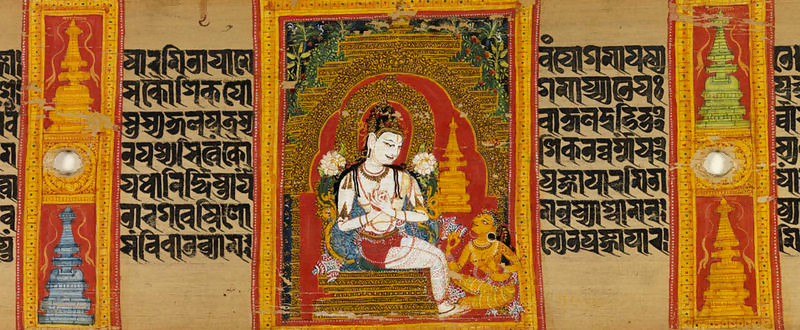
Bodhisattva sur son trône. Manuscrit sanskrit du Astasahasrika Prajnaparamita Sutra (« Perfection de la Sagesse en huit mille vers »), en graphie ranjana. Inde, début du XIIe siècle.

## Contenu
Le corpus doit son nom au fait qu'il traite directement et presque exclusivement de la perfection de la sagesse, thème discuté accessoirement dans de nombreux autres soûtras. La pensée prajñāpāramitā a été développée par le courant mahāyāna, mais des enseignements s’en rapprochant se trouvent déjà dans le canon pâli, notamment dans le Sutta Nipāta, l’un des plus anciens textes de ce canon, et dans le Suñña Sutta et le Cula-suññata Sutta. Par ailleurs, un des grands spécialistes de cette littérature, Edward Conze, a établi un parallèle entre le concept gnostique de sophia et le concept bouddhique de prajña, « mère de tous les Bouddhas », mais ce dernier n’a pas dans la littérature prajñāpāramitā la valeur cosmologique de la sophia.
Liste des soûtras du livre La Perfection de sagesse en référence  :
1. Les questions de Suvikrantavikramin
2. La perfection de sagesse en cinq cents périodes
3. La perfection de sagesse du diamant coupeur
4. La perfection de sagesse en cent cinquante moyens
5. La perfection de sagesse en cinquante périodes
6. La perfection de sagesse pour kaushika
7. Les vingt-cinq portes pour la perfection de sagesse
8. Le cœur de la perfection de sagesse
9. La perfection de sagesse en quelques mots
10. La mère des Ainsi-Allés
11. La perfection de sagesse en sept cents périodes
12. Les cent huit noms de la perfection de sagesse
13. La perfection de sagesse pour Suryagarbha
14. La perfection de sagesse pour Chandragarbha
15. La perfection de sagesse pour Samantabradha
16. La perfection de sagesse pour Vajrapani
17. La perfection de sagesse pour Vajraketu
18. L'enseignement d'Akshayamati

### Perspective spirituelle
Les textes prajnaparamita sont en général plutôt abstrus et remplis de propositions paradoxales et irrationnelles. Peu se sont risqués à les traduire, hormis les sutras du Cœur et du Diamant. Edward Conze, l’un des traducteurs, reconnu comme une référence occidentale en la matière, rappelle qu’il ne s’agit pas de traités philosophiques (shastras) ; ils visent sans doute moins à exposer clairement la question qu’à aider les méditants à accéder à l’état de conscience éveillée, et ils doivent être appréhendés en partie par intuition.

### Redéfinition de la vacuité
L’essentiel du contenu est l’exposition de tous les dharmas comme shunya (vides), tels qu'ils apparaissent à qui est doté de la sagesse parfaite. Selon la tradition hīnayāna, la sagesse pañña (pali pour prajna) permet d’interpréter le monde phénoménal en termes de processus psycho-physiques impersonnels, les dharmas, que différentes écoles ont regroupés en listes pour la commodité de l’enseignement, et qui sont examinés en détail dans l’Abhidhamma. La vacuité (Śūnyatā), thème principal de deux sutras du canon pali (Grand et Petit Discours sur la Vacuité), réfère à l’absence de soi des divers objets, êtres et phénomènes, corollaire de la coproduction conditionnée. 
Le mahayana va plus loin en étendant cette déconstruction du monde phénoménal (vacuité relative) aux dharmas eux-mêmes (vacuité absolue), basant tout d’abord la sunyata sur l’absence de svabhāva « nature propre » et non seulement de « soi » âtman. Ainsi, les dharmas sont décrits comme non existants ou ayant une existence purement nominale ; sans marque distinctive, ils n’interagissent pas et ne sont jamais réellement produits. Illusion, écho, reflet, mirage, espace sont des images récurrentes pour représenter le monde phénoménal et les dharmas qui le sous-tendent. Il en ressort que l’on ne doit pas se former de notion, ni de conviction, ni viser une réalisation, ni faire d’assertion, et pratiquer les perfections paramita de façon tout à fait désintéressée.
Cependant, bien que les textes prajnaparamita préfèrent les expressions négatives (non-ceci ou non-cela) aux assertions, ils contiennent des avertissements contre une conception purement nihiliste de la vacuité ; il s’agit plutôt de promouvoir une conscience non discriminante, non dualiste et ainsi, une conscience plus holistique ou globale des phénomènes et des situations dans la vie quotidienne. Le déni de l’existence de caractéristiques propres implique l’identité fondamentale des dharmas, et donc, selon E. Conze, un monisme dont le dharma dhatu (élément de dharma) serait l’unité absolue. La déconstruction intégrale des phénomènes ouvre aussi la voie à l’idéalisme qui sera revendiqué par certains courants mahayana comme le Cittamātra.

### Le bodhisattva selon la pensée prajnaparamita
Selon cette perspective, après avoir acquis la prajnaparamita, la dernière et la plus importante des six perfections, le bodhisattva perçoit l’univers comme un être éveillé pour qui les phénomènes sont vides de nature propre et l'opposition samsara–nirvana n’est plus pertinente. Atteindre l’illumination ne veut plus dire quitter le samsara à sa mort comme l’arhat, mais faire usage des capacités que procure l’éveil pour aider par compassion tous les êtres à s'éveiller.